# Иессен, Пётр Петрович
 Пётр Петрович Иессен  (нем. Jessen, Hans Peter Boje, (15 марта 1801 Катариненхерд Германия — 21 мая 1875 Дерпт) — профессор, врач при Первой Гренадерской дивизии графа Алексея Аракчеева, главный ветеринарный врач при царских конюшнях при Павловском Дворце, Царском Селе и Петергофе. Основатель первого в Российской Империи Ветеринарного Института, в котором он работал и директором, и профессором.

## Биография
Родился 15 марта 1801 года. Окончил ветеринарный институт при Копенгагенском университете в Дании в 1822 году. Служил ветеринарным врачом при Первой Гренадерской дивизии графа Алексея Аракчеева. Служил главным ветеринарным врачом при царских конюшнях при Павловском дворце, Царском Селе и Петергофе.
В 1827 году выдержал экзамен при Медицинской Хозяйственной академии на звание ветеринарного лекаря. В 1828 году определён ветеринарным лекарем в Придворную конюшню. В 1832 году уволен за штат. 14 декабря 1840 года определён на службу в лейб-гвардейский конный полк. В 1844 году назначен членом специальной комиссии Коннозаводства. В 1847 году избран в совещательные члены ветеринарной части Медицинского совета. Написал много книг о болезнях скота. В 1848 году назначен директором и профессором Ветеринарного училища в Дерпте. В этой должности он пробыл до 1858 года.
Одна из статей Иессена «О взаимном отношении мышления и речи» (1867), посвящённая физиологии звуков, была опубликована в журнале А. Хованского «Филологические записки».
Скончался 21 мая 1875 года в Юрьеве в чине действительного статского советника.

## Семья
Был три раза женат от первого брака имел сына Людовика (дипломат, тайный советник), от второго дочь Матильду, от третьего брака Луизу, Эдуарда, Фридриха, Терезу и Карла (вице-адмирал).